# François de Prez
Pour les articles homonymes, voir Prez.
 François de Prez, mort le 22 mai 1511, est un ecclésiastique qui fut évêque d'Aoste de 1464 à 1511.

## Biographie
François de Prez est issu d'une noble famille originaire de Prez-vers-Noréaz dans le canton de Fribourg. Il est le fils de Guy de Prez, donzel de Lutry et le neveu du précédent évêque d'Aoste Antoine de Prez. Il est chanoine de la cathédrale d'Aoste lorsqu'après la renonciation de son oncle il est nommé évêque du diocèse par une bulle pontificale du pape Pie II promulguée à Sienne le 4 avril 1464.
Le chapitre de chanoines de la cathédrale d'Aoste mécontent de ne pas avoir été consulté avant cette décision entre en opposition et élit Georges de Challant l'un de ses membres comme évêque le 22 mai 1464. Cette contestation perdure jusqu'au 12 décembre lorsque cet acte est officiellement cassé. Francois de Prez est cependant consacré le 22 juillet 1464. L'évêque met en œuvre un chantier de restauration de sa cathédrale qu'il dote de splendides stalles et de vitraux colorés. Il lui fait don de divers objets de valeur dont un précieux missel en parchemin qui est toujours conservé dans le musée du trésor de la cathédrale d'Aoste. C'est à cette époque également que Georges de Challant fait restauré la collégiale de Saint-Ours. En 1504, sans doute en signe d'apaisement vis-à-vis de la puissante famille de Challant, il choisit comme coadjuteur un autre de ses membres, Charles de Challant, prévôt commendataire de Saint-Gilles à Verrès de 1484 à 1518 et fils de Louis de Challant, mais le pape refuse cette promotion. François de Prez meurt le 22 mai 1511. Sa disparition est l'occasion d'une nouvelle élection contestée entre Charles de Challant le candidat du chapitre de chanoines et celui nommé par le pape.